# Kudamatsu, Yamaguchi
Kudamatsu (下松市 Hạ Tùng thị) là một thành phố thuộc tỉnh Yamaguchi, Nhật Bản.